# (1229) Тилия
(1229) Тилия (лат. Tilia) — астероид внешней части главного пояса, который был обнаружен 9 октября 1931 года немецким астрономом Карлом Вильгельмом Рейнмутом, работавшим в Гейдельбергской обсерватории. Был назван в честь рода растений (цветов) липа (лат. Tilia).
Период обращения астероида вокруг Солнца составляет 5,808 года.
Инициалы астероидов с номерами от 1227 по 1234, открытые К. В. Рейнмутом, образуют акростих G STRACKE — имя немецкого астронома Густава Штраке, не пожелавшего, чтобы его именем были названы какие-либо небесные тела.